# Joe Hahn
Joseph Hahn (tiếng Hàn: 조한; Hanja: 韩乔, sinh ngày 15 tháng ba năm 1977) là một nhạc sĩ, DJ, đạo diễn và nghệ sĩ tạo hình người Mỹ gốc Hàn Quốc, nổi tiếng nhất với tư cách là DJ và ca sĩ hát bè của ban nhạc rock Mỹ Linkin Park, khi ông phụ trách phần chà đĩa, bàn xoay đĩa, sampling, và lập trình cho tất cả bảy album của Linkin Park. Hahn, cùng với đồng nghiệp cùng nhóm Mike Shinoda, chịu trách nhiệm cho hầu hết các tác phẩm nghệ thuật trong album của Linkin Park.

## Thiếu thời và giáo dục
Joseph "Joe" Hahn sinh là con út trong gia đình có ba người con  vào ngày 15 tháng 3 năm 1977, tại Dallas. Hahn có hai chị gái.  Hahn lớn lên ở Glendale, California   và là người Mỹ gốc Hàn thuộc thế hệ thứ hai.
Hahn tốt nghiệp trường trung học Herbert Hoover ở Glendale năm 1995. Sau đó ông theo học tại Cao đẳng Thiết kế ArtCenter ở Pasadena nhưng chưa tốt nghiệp.

## Sự nghiệp
Hahn bắt đầu chơi DJ thời trung học, và ông học vẽ minh họa tại trường Cao đẳng Thiết kế ArtCenter ở Pasadena, California.  Khi vào đại học, ông gặp Mike Shinoda và tham gia ban nhạc Xero, sau này được gọi là Hybrid Theory vào năm 1999 với đĩa EP cùng tên với ban nhạc, sau đó lại được đổi tên thành Linkin Park trong quá trình thu âm Hybrid Theory.  Hahn và Shinoda làm khách mời trong đĩa đơn ăn khách "It's Goin 'Down" của The X-Ecutioners. Hahn cũng là khách mời trong album đầu tay The Rising Tied bởi nhóm nhạc Fort Minor của Shinoda với bài hát "Slip Out the Back".
Hahn được gọi là Chairman Hahn (Chủ tịch Hahn) trên bìa sau album remix đầu tiên của Linkin Park là Reanimation. Cái tên này nằm cạnh các bài hát "Wth> You" và "Kyur4 TH Ich". Hahn đã đạo diễn một số video âm nhạc của Linkin Park, chẳng hạn như "Numb", "From the Inside", "What I'm Done", "Somewhere I Belong", "Pts.OF.Athrty","New Divide", "Bleed It Out" và "Iridescent".  Ông cũng đã đạo diễn các video cho Alkaline Trio, Static-X, Story of the Year và Xzibit.  Trong một cuộc phỏng vấn năm 2003, ông nói với MTV rằng được làm phim là niềm đam mê thực sự của ông, còn "làm âm nhạc [đã từng] là một niềm đam mê bên ngoài". Ông nổi tiếng với việc thêm nhiều hiệu ứng hoành tráng khác nhau vào các video âm nhạc ông đạo diễn, chẳng hạn như tạo hình một con rắn trong video cho "Iridescent".
Ngoài công việc của mình trong âm nhạc, Hahn đã đóng góp các hiệu ứng đặc biệt cho The X-Files và miniseries Frank Herbert's Dune. Ông cũng đạo diễn một bộ phim ngắn tên là The Seed  và giành được quyền sản xuất phim chuyển thể từ tiểu thuyết King Rat của China Miéville.
Hahn đã đạo diễn đoạn giới thiệu cho trò chơi điện tử Medal of Honor, trong đó có sự góp mặt của đĩa đơn "The Catalyst" bởi Linkin Park. Hahn cũng đạo diễn video âm nhạc cho "The Catalyst", công chiếu vào ngày 26 tháng 8 năm 2010, cũng như video âm nhạc cho "Waiting for the End" và "Burning in the Skies" của Linkin Park. Vào ngày 13 tháng 4 năm 2011, Mike Shinoda xác nhận trên blog của mình rằng video âm nhạc cho "Iridescent" sẽ do Hahn làm đạo diễn.
Hahn trở thành người Mỹ gốc Hàn đầu tiên nhận giải Grammy khi ban nhạc giành giải thưởng Màn trình diễn Hard Rock xuất sắc nhất năm 2002.  Vào tháng 11 năm 2011, Hahn đã thiết kế một chiếc mũ bảo hiểm của tay đua Công thức 1 Kamui Kobayashi. Vào tháng 4 năm 2012, Hahn đã đạo diễn một bộ phim chuyển thể từ tiểu thuyết  Mall của Eric Bogosian, do Vincent D'Onofrio đóng vai chính kiêm làm giám đốc sản xuất. Phần nhạc cho album nhạc phim đã do Linkin Park và Alec Puro từ Deadsy đảm nhận.
Năm 2019, ông là giám khảo trong chương trình tìm kiếm tài năng Superband của đài JTBC tại Hàn Quốc.

## Đời tư
Vào ngày 15 tháng 2 năm 2005, Hahn kết hôn với Karen Benedit; họ ly hôn vào năm 2009.
Vào ngày 21 tháng 10 năm 2012, Hahn kết hôn với Heidi Woan, người mà anh đã gặp khoảng hai năm trước đó vào năm 2010. Họ có một đứa con, một cô con gái tên là Lola.

## Danh sách đĩa nhạc

### Với Linkin Park
- Hybrid Theory (2000)
- Meteora (2003)
- Minutes to Midnight (2007)
- A Thousand Suns (2010)
- Living Things (2012)
- The Hunting Party (2014)
- One More Light (2017)

### Sự góp mặt khác
| Năm  | Ca khúc                                                   | Nghệ sĩ          | Album                                              | Ghi chú |
| ---- | --------------------------------------------------------- | ---------------- | -------------------------------------------------- | --- |
| 2002 | "It's Goin' Down" (với Mike Shinoda)                      | The X-Ecutioners | Built from Scratch                                 | |
| 2005 | "Slip Out the Back"                                       | Fort Minor       | The Rising Tied                                    | |
| 2006 | "Where'd You Joe?" (Remix của "Where'd You Go")           | Fort Minor       | Fort Minor Militia EP                              | Bài hát độc quyền Fort Minor Militia |
| 2006 | "Move On"                                                 | Fort Minor       | Fort Minor Militia EP                              | Bài hát độc quyền Fort Minor Militia |
| 2007 | "Bass on the Bottom" (Remix của Mr. Hahn và Troublemaker) | Lady Tigra       | Bass on the Bottom (Mr. Hahn + Troublemaker Remix) | |
| 2008 | "The Young & the Hopeless" (Phối lại bởi Mr. Hahn)        | Good Charlotte   | Greatest Remixes                                   | |
| 2009 | "Vegas Baby"                                              | Uncle Kracker    | Happy Hour (5-track Demo)                          | Ngoại cảnh từ album, Happy Hour |
| 2010 | "Black Rock Shooter" (Phối lại bởi Joe Hahn)              | Hatsune Miku     | Black Rock Shooter                                 | Bản Blu-ray của Black Rock Shooter có một video stop motion ngắn thử nghiệm dài 30 giây với phần phối lại bản "Black Rock Shooter" của Joe Hahn. |

## Danh sách phim đạo diễn

### Video âm nhạc
| Năm  | Tên                                   | Ban nhạc                 | Ghi chú                                       |
| ---- | ------------------------------------- | ------------------------ | --------------------------------------------- |
| 2001 | Papercut                              | Linkin Park              | Đồng đạo diễn với Nathan "Karma" Cox          |
| 2001 | In the End                            | Linkin Park              |                                               |
| 2001 | Points of Authority                   | Linkin Park              |                                               |
| 2002 | Cold                                  | Static-X                 |                                               |
| 2002 | Symphony in X Major (góp mặt Dr. Dre) | Xzibit                   |                                               |
| 2002 | It's Goin' Down                       | The X-Ecutioners         | Đạo diễn và nhạc sĩ khách mời                 |
| 2002 | Kyur4 TH Ich                          | Linkin Park              | Xuất hiện trên MTV:Playback và vai quần chúng |
| 2003 | Somewhere I Belong                    | Linkin Park              |                                               |
| 2003 | Numb                                  | Linkin Park              |                                               |
| 2004 | Anthem of Our Dying Day               | Story of the Year        |                                               |
| 2004 | From the Inside                       | Linkin Park              |                                               |
| 2004 | Breaking the Habit                    | Linkin Park              | Đồng đạo diễn với Kazuto Nakazawa             |
| 2005 | Time to Waste                         | Alkaline Trio            |                                               |
| 2007 | What I've Done                        | Linkin Park              |                                               |
| 2007 | Bleed It Out                          | Linkin Park              |                                               |
| 2008 | Shadow of the Day                     | Linkin Park              |                                               |
| 2008 | Given Up                              | Linkin Park              | Đồng đạo diễn với Mark Fiore                  |
| 2008 | Leave Out All the Rest                | Linkin Park              |                                               |
| 2009 | New Divide                            | Linkin Park              |                                               |
| 2010 | The Catalyst                          | Linkin Park              |                                               |
| 2010 | Waiting for the End                   | Linkin Park              |                                               |
| 2011 | Burning in the Skies                  | Linkin Park              |                                               |
| 2011 | Iridescent                            | Linkin Park              |                                               |
| 2012 | Burn It Down                          | Linkin Park              |                                               |
| 2013 | A Light That Never Comes              | Linkin Park x Steve Aoki |                                               |
| 2014 | Until It's Gone                       | Linkin Park              |                                               |
| 2017 | One More Light                        | Linkin Park              | Đồng đạo diễn với Mark Fiore                  |
| 2018 | Waste It on Me                        | Steve Aoki góp mặt BTS   |                                               |

### Phim
| Năm  | Tên      | Vai trò  | Ghi chú                                 |
| ---- | -------- | -------- | --------------------------------------- |
| 2005 | The Seed | Đạo diễn | Đồng đạo diễn với Ken Mercado           |
| 2014 | Mall     | Đạo diễn | Vincent D'Onofrio làm giám đốc sản xuất |